# جورج ألكسندر ألبرشت
جورج ألكسندر ألبرشت (بالألمانية: George Alexander Albrecht)‏ هو موزع ألماني، ولد في 15 فبراير 1935 في شفانفيد ‏ في ألمانيا.

## وصلات خارجية
- جورج ألكسندر ألبرشت على موقع IMDb (الإنجليزية)
- جورج ألكسندر ألبرشت على موقع مونزينجر (الألمانية)
- جورج ألكسندر ألبرشت على موقع ميوزك برينز (الإنجليزية)
- جورج ألكسندر ألبرشت على موقع أول ميوزيك (الإنجليزية)
- جورج ألكسندر ألبرشت على موقع ديسكوغز (الإنجليزية)